# Мозамбикско-финляндские отношения
Мозамбико—финляндские отношения — двусторонние отношения между Мозамбиком и Финляндией.
4 июля 1975 Финляндия признала суверенитет Мозамбика. Дипломатические отношения между странами были установлены 18 июля 1975.
Посольство Мозамбика в Финляндии расположено в Стокгольме.
Финское посольство находится в Мапуто. В ноябре 2008, президент Тарья Халонен заявляла в своей речи, что отношения между странами являются «прекрасными».

## Сотрудничество
С 1987 года, Финляндия являлась одним из основных партнеров Мозамбика в предоставлении международной помощи. Так, в 2008 Мозамбик получил 23 млн евро, а в 2009 сумма выросла до 26,6 млн евро помощи. В 2008 средства, предназначенные для развития, использовались в сельском хозяйстве, медицине и образовании.
В октябре 2008 страну посетил Пааво Вяюрюнен, министр иностранных дел Финляндии, дабы обсудить вопросы развития и торговли.
Большая часть помощи, направляемой Финляндией, тратится на развитие сельской местности, в частности на повышение эффективности сельского хозяйства и увеличение оплаты труда.